# Sông băng Thwaites

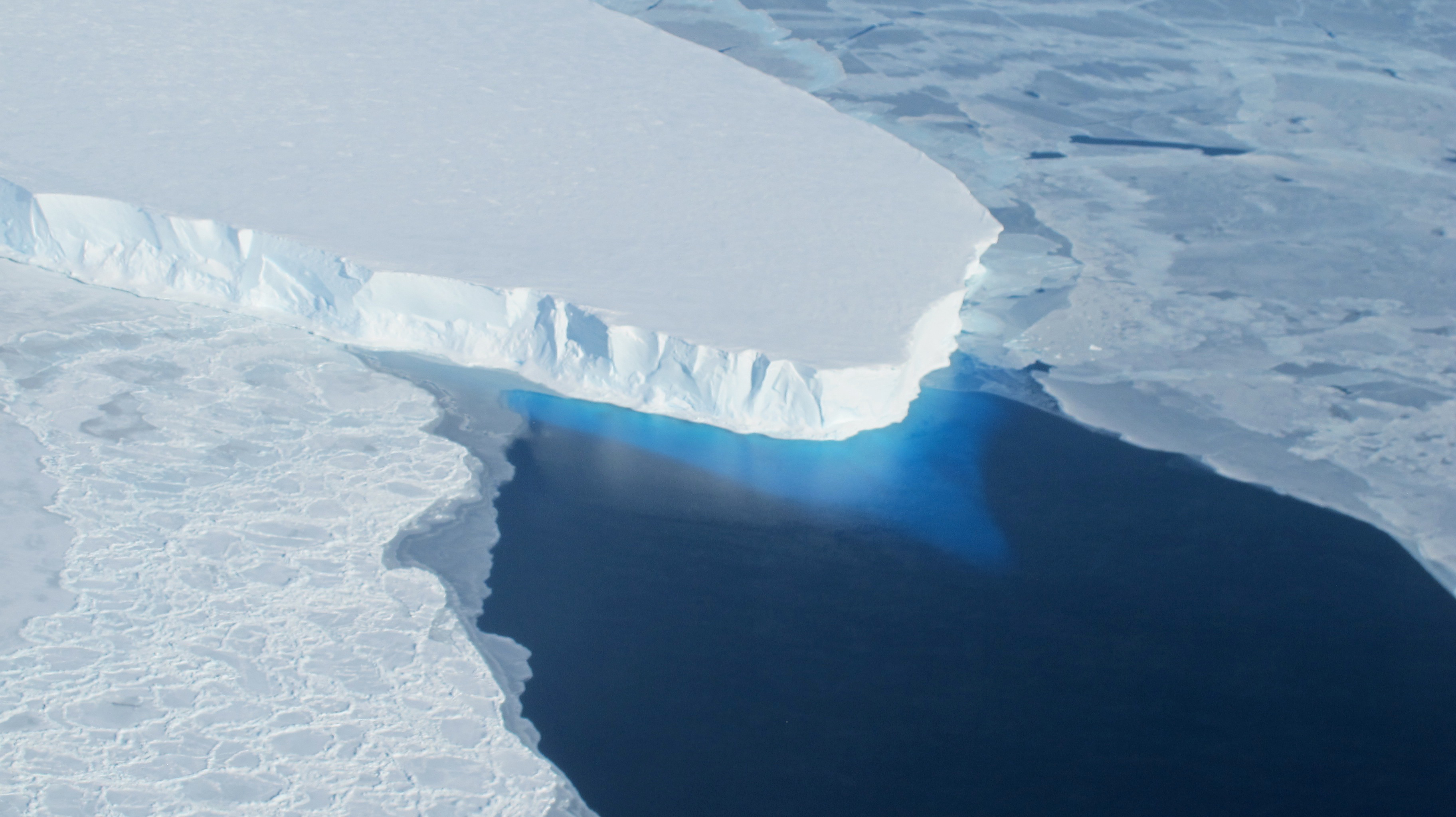
Sông băng Thwaites

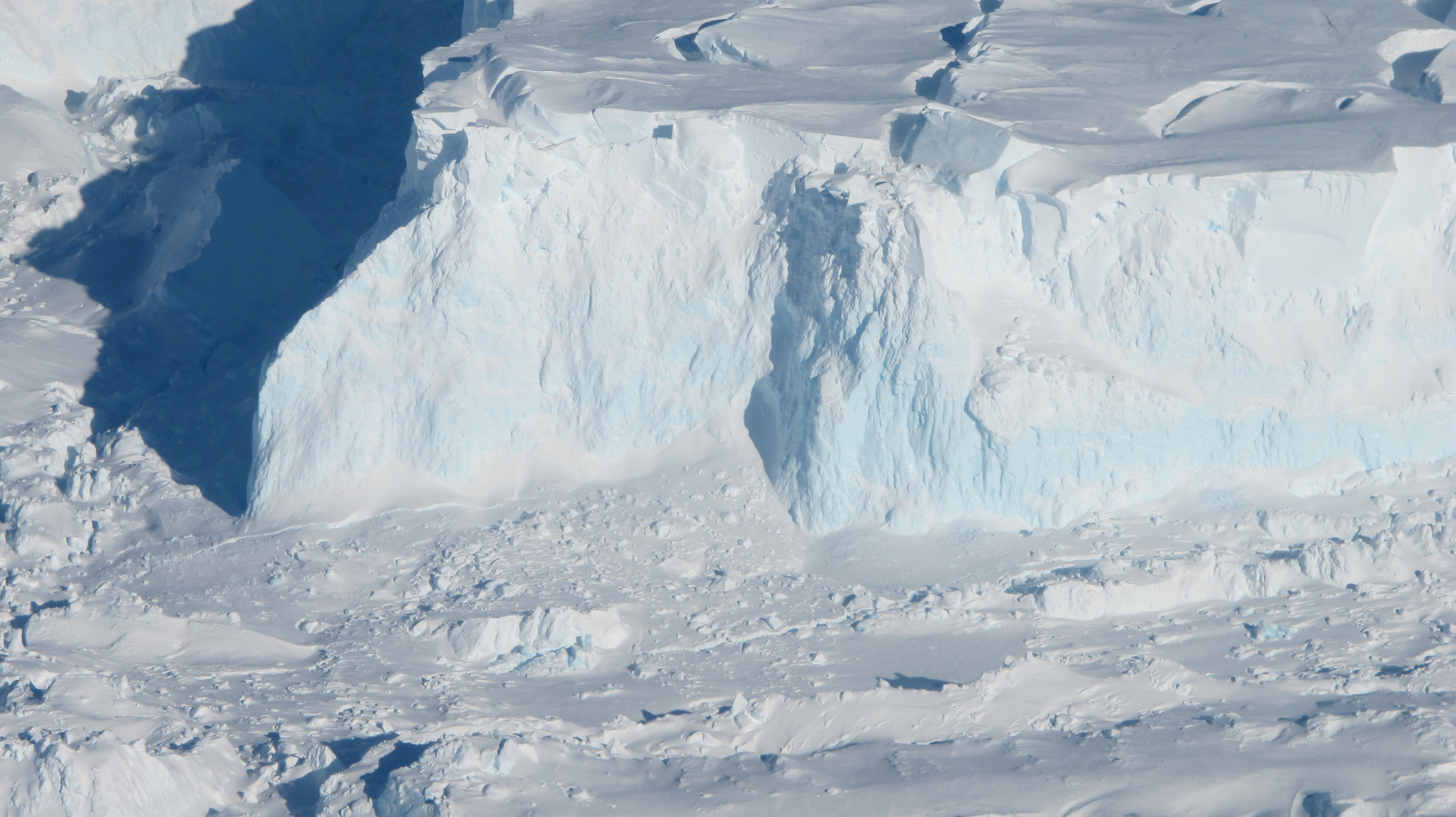
Cận cảnh tảng băng.

Sông băng Thwaites (75°30′N 106°45′T / 75,5°N 106,75°T), đôi khi được gọi là Sông băng Ngày tận thế, là một sông băng rất rộng lớn ở Nam Cực chảy vào Vịnh Đảo Thông, một phần của Biển Amundsen, phía đông của Núi Murphy, trên Bờ biển Walgreen của Marie Byrd Land. Tốc độ bề mặt của nó khoảng trên 2 km/năm.
Sông băng Thwaites được đặt tên theo nhà địa chất băng hà, nhà địa mạo và giáo sư danh dự tại Đại học Wisconsin – Madison Fredrik T. Thwaites. Ông là con của nhà sử học Reuben Gold Thwaites.